# Séniergues
Séniergues est une commune française, située dans le centre du département du Lot en région Occitanie.
Elle est également dans le causse de Gramat, le plus vaste et le plus sauvage des quatre causses du Quercy.
Exposée à un climat océanique altéré, elle est drainée par le Céou. Incluse dans le bassin de la Dordogne, la commune possède un patrimoine naturel remarquable :  un espace protégé (la « Combe de la Coulière ») et une zone naturelle d'intérêt écologique, faunistique et floristique.
Séniergues est une commune rurale qui compte 144 habitants en 2022. Ses habitants sont appelés les Senierguois ou  Senierguoises ou Senierguais.

## Géographie

### Communes limitrophes
Les communes limitrophes sont  Carlucet, Ginouillac, Montfaucon et Soucirac.
| Ginouillac |            | Carlucet |
| Soucirac   | Séniergues |          |
|            | Montfaucon |          |

### Climat
Pour des articles plus généraux, voir Climat de l'Occitanie et Climat du Lot.
En 2010, le climat de la commune est de type climat océanique altéré, selon une étude s'appuyant sur une série de données couvrant la période 1971-2000. En 2020, Météo-France publie une typologie des climats de la France métropolitaine dans laquelle la commune est toujours exposée à un climat océanique altéré et est dans la région climatique Ouest et nord-ouest du Massif Central, caractérisée par une pluviométrie annuelle de 900 à 1 500 mm, maximale en automne et en hiver.
Pour la période 1971-2000, la température annuelle moyenne est de 11,6 °C, avec une amplitude thermique annuelle de 15,3 °C. Le cumul annuel moyen de précipitations est de 1 037 mm, avec 10,8 jours de précipitations en janvier et 6,8 jours en juillet. Pour la période 1991-2020, la température moyenne annuelle observée sur la station météorologique la plus proche, située sur la commune de Lunegarde à 11 km à vol d'oiseau, est de 12,6 °C et le cumul annuel moyen de précipitations est de 828,1 mm,. Pour l'avenir, les paramètres climatiques de la commune estimés pour 2050 selon différents scénarios d’émission de gaz à effet de serre sont consultables sur un site dédié publié par Météo-France en novembre 2022.

### Milieux naturels et biodiversité

#### Espaces protégés
La protection réglementaire est le mode d’intervention le plus fort pour préserver des espaces naturels remarquables et leur biodiversité associée,.
La commune fait partie du parc naturel régional des Causses du Quercy, un espace protégé créé en 1999 et d'une superficie de 183 039 ha, qui s'étend sur 102 communes du département du Lot. La cohérence du territoire du Parc s’est fondée sur l’unité géologique d’un même socle de massif karstique, entaillé de profondes vallées. Le périmètre repose sur une unité de paysages autour de la pierre et du bâti (souvent en pierre sèche), de l’empreinte des pelouses sèches et du pastoralisme et de l’omniprésence des patrimoines naturels et culturels,. Ce parc a été classé Géoparc en mai 2017 sous la dénomination « géoparc des causses du Quercy », faisant dès lors partie du réseau mondial des Géoparcs, soutenu par l’UNESCO,.
La commune fait également partie de la zone de transition du bassin de la Dordogne, un territoire d'une superficie de 1 880 258 ha reconnu réserve de biosphère par l'UNESCO en juillet 2012,.
Un  autre espace protégé est présent sur la commune : 
la « Combe de la Coulière », un terrain acquis (ou assimilé) par un conservatoire d'espaces naturels, d'une superficie de 0,3 ha.

#### Zones naturelles d'intérêt écologique, faunistique et floristique

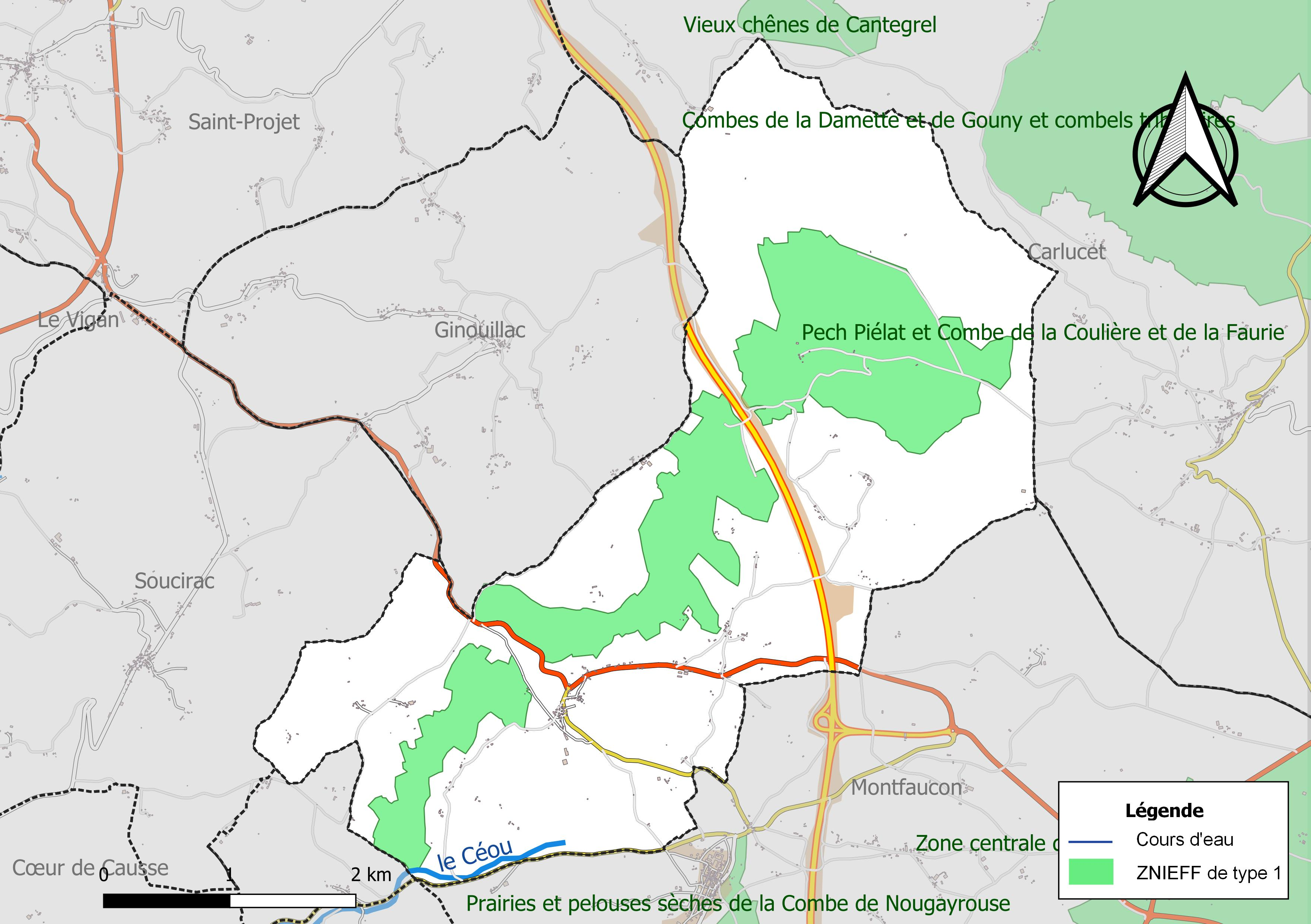
Carte de la ZNIEFF de type 1 localisée sur la commune.

L’inventaire des zones naturelles d'intérêt écologique, faunistique et floristique (ZNIEFF) a pour objectif de réaliser une couverture des zones les plus intéressantes sur le plan écologique, essentiellement dans la perspective d’améliorer la connaissance du patrimoine naturel national et de fournir aux différents décideurs un outil d’aide à la prise en compte de l’environnement dans l’aménagement du territoire.
Une ZNIEFF de type 1 est recensée sur la commune :
le « pech Piélat et combe de la Coulière et de la Faurie » (458 ha), couvrant 2 communes du département.

## Urbanisme

### Typologie
Au 1er janvier 2024, Séniergues est catégorisée commune rurale à habitat très dispersé, selon la nouvelle grille communale de densité à sept niveaux définie par l'Insee en 2022.
Elle est située hors unité urbaine et hors attraction des villes,.

### Occupation des sols
L'occupation des sols de la commune, telle qu'elle ressort de la base de données européenne d’occupation biophysique des sols Corine Land Cover (CLC), est marquée par l'importance des territoires agricoles (54,2 % en 2018), en diminution par rapport à 1990 (56,7 %). La répartition détaillée en 2018 est la suivante : 
prairies (49,6 %), forêts (41,3 %), zones agricoles hétérogènes (4,6 %), milieux à végétation arbustive et/ou herbacée (2,3 %), zones industrielles ou commerciales et réseaux de communication (2,2 %). L'évolution de l’occupation des sols de la commune et de ses infrastructures peut être observée sur les différentes représentations cartographiques du territoire : la carte de Cassini (XVIIIe siècle), la carte d'état-major (1820-1866) et les cartes ou photos aériennes de l'IGN pour la période actuelle (1950 à aujourd'hui).

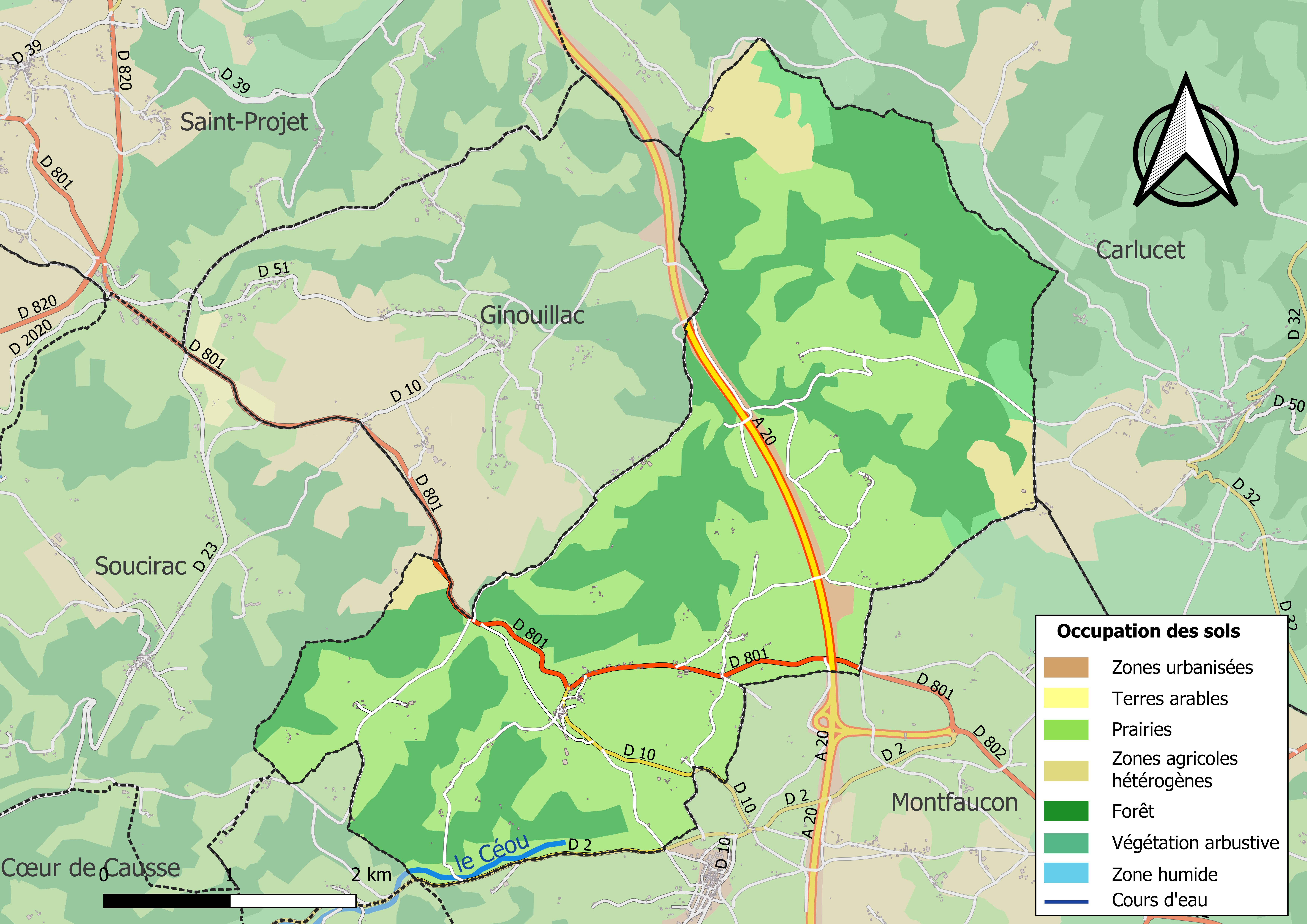
Carte des infrastructures et de l'occupation des sols de la commune en 2018 (CLC).

### Risques majeurs
Le territoire de la commune de Séniergues est vulnérable à différents aléas naturels : météorologiques (tempête, orage, neige, grand froid, canicule ou sécheresse), inondations, feux de forêts, mouvements de terrains et séisme (sismicité très faible). Il est également exposé à un risque technologique, le transport de matières dangereuses. Un site publié par le BRGM permet d'évaluer simplement et rapidement les risques d'un bien localisé soit par son adresse soit par le numéro de sa parcelle.

#### Risques naturels
Certaines parties du territoire communal sont susceptibles d’être affectées par le risque d’inondation par débordement de cours d'eau, notamment le Céou. La cartographie des zones inondables en ex-Midi-Pyrénées réalisée dans le cadre du XIe Contrat de plan État-région, visant à informer les citoyens et les décideurs sur le risque d’inondation, est accessible sur le site de la DREAL Occitanie. La commune a été reconnue en état de catastrophe naturelle au titre des dommages causés par les inondations et coulées de boue survenues en 1982 et 1999,.
Séniergues est exposée au risque de feu de forêt. Un plan départemental de protection des forêts contre les incendies a été approuvé par arrêté préfectoral le 30 novembre 2015 pour la période 2015-2025. Les propriétaires doivent ainsi couper les broussailles, les arbustes et les branches basses sur une profondeur de 50 mètres, aux abords des constructions, chantiers, travaux et installations de toute nature, situées à moins de 200 mètres de terrains en nature
de bois, forêts, plantations, reboisements, landes ou friches. Le brûlage des déchets issus de l’entretien des parcs et jardins des ménages et des collectivités est interdit. L’écobuage est également interdit, ainsi que les feux de type méchouis et barbecues, à l’exception de ceux prévus dans des installations fixes (non situées sous couvert d'arbres) constituant une dépendance d'habitation.

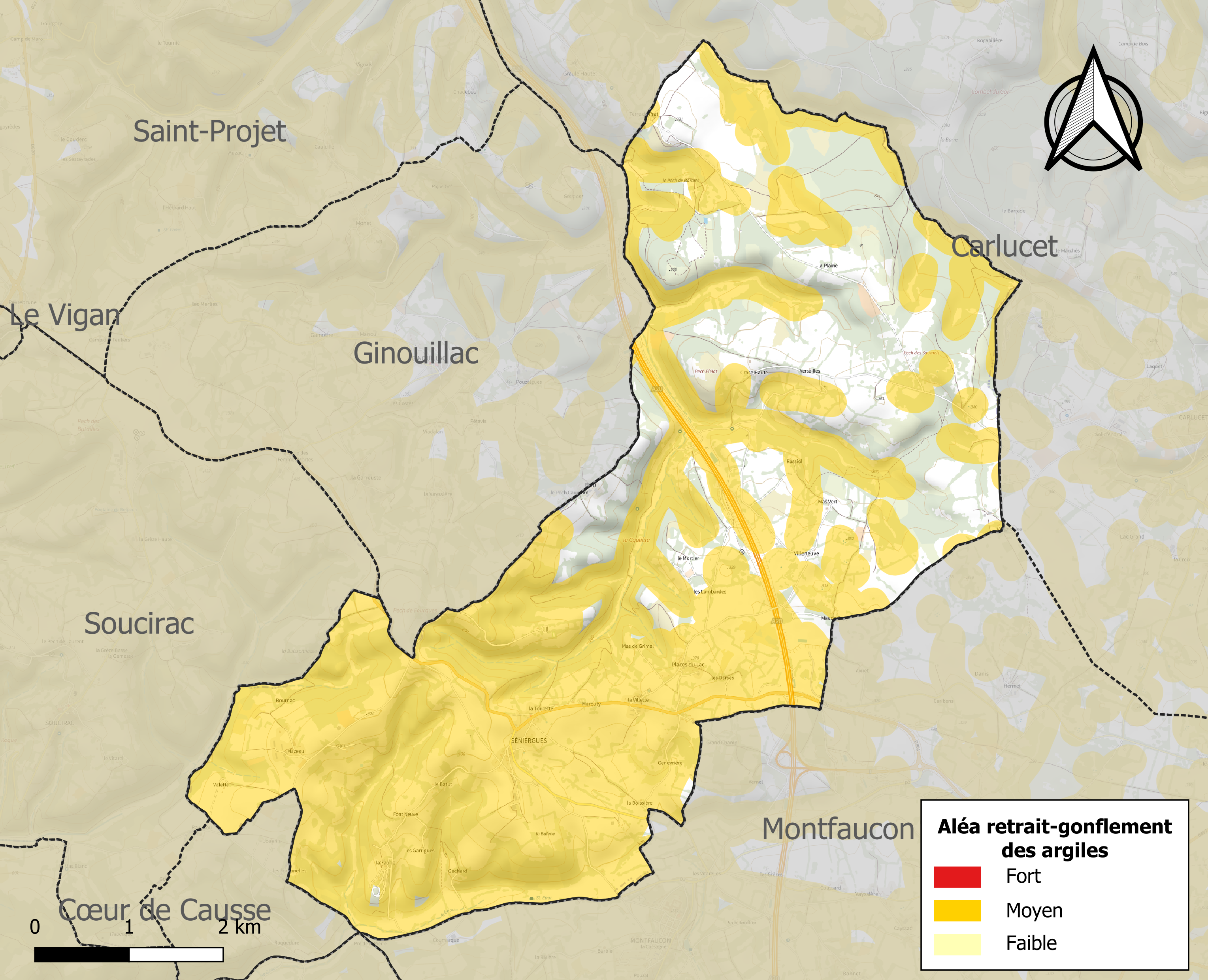
Carte des zones d'aléa retrait-gonflement des sols argileux de Séniergues.

Les mouvements de terrains susceptibles de se produire sur la commune sont des affaissements et effondrements liés aux cavités souterraines (hors mines), des éboulements, chutes de pierres et de blocs et des tassements différentiels. Par ailleurs, afin de mieux appréhender le risque d’affaissement de terrain, l'inventaire national des cavités souterraines permet de localiser celles situées sur la commune.
Le retrait-gonflement des sols argileux est susceptible d'engendrer des dommages importants aux bâtiments en cas d’alternance de périodes de sécheresse et de pluie. 71,3 % de la superficie communale est en aléa moyen ou fort (67,7 % au niveau départemental et 48,5 % au niveau national). Sur les 108 bâtiments dénombrés sur la commune en 2019, 95 sont en aléa moyen ou fort, soit 88 %, à comparer aux 72 % au niveau départemental et 54 % au niveau national. Une cartographie de l'exposition du territoire national au retrait gonflement des sols argileux est disponible sur le site du BRGM,.
Par ailleurs, afin de mieux appréhender le risque d’affaissement de terrain, l'inventaire national des cavités souterraines permet de localiser celles situées sur la commune.
Concernant les mouvements de terrains, la commune a été reconnue en état de catastrophe naturelle au titre des dommages causés par des mouvements de terrain en 1999.

#### Risques technologiques
Le risque de transport de matières dangereuses sur la commune est lié à sa traversée par une route à fort trafic. Un accident se produisant sur une telle infrastructure est susceptible d’avoir des effets graves sur les biens, les personnes ou l'environnement, selon la nature du matériau transporté. Des dispositions d’urbanisme peuvent être préconisées en conséquence.

## Toponymie
Le nom Séniergues ou Séniergas en occitan a une origine gallo-romaine, basée sur l'anthroponyme Senetius ou Senicius ou Sinnius et la terminaison -anicis variante de -anicum. Sénizergues a été réduit en Séniergues,.

## Histoire
L'histoire de Séniergues est très liée à celle de sa voisine Montfaucon.

### Fondation

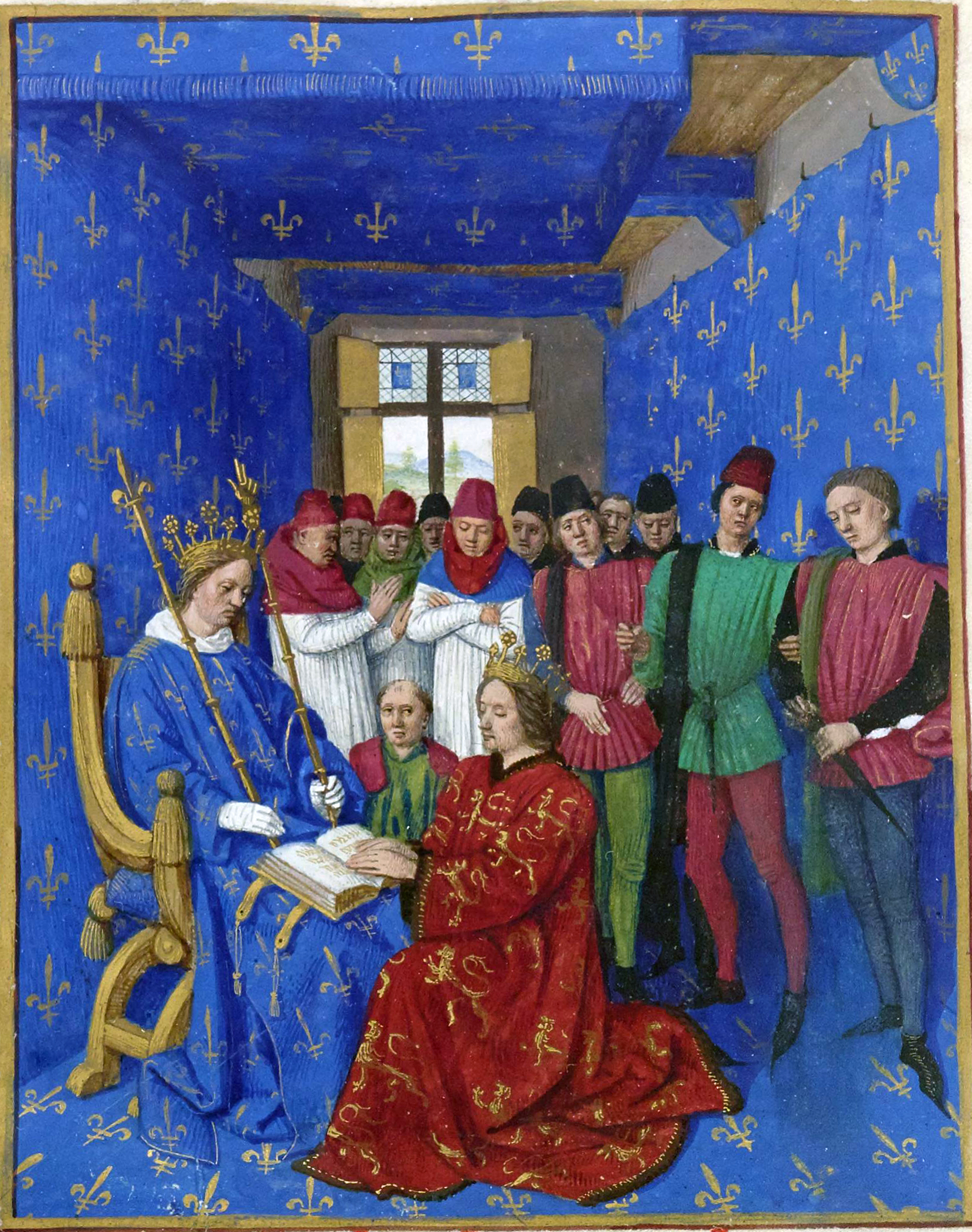
Hommage d'Édouard Ier d'Angleterre à Philippe le Bel.

La paroisse de Séniergues apparut aux environs du début du XIIe siècle. Selon l'abbé Foissac, la coupole de son église Saint-Martin était déjà admirée. Vers 1291, le roi Édouard Ier d'Angleterre décida d'établir une bastide pour que les seigneurs, officiers, juges et répartiteurs de taxe se réunissent. Il chargea son sénéchal Hélie de Campène et son clerc Étienne de Fites d'acheter au seigneur Fortanier de Gourdon, pour 2000 livres, des terres de Séniergues en vue d'y fonder la bastide de Montfaucon.

### Les seigneurs de Rassiols
Rassiols est un lieu-dit situé à deux kilomètres au nord-est du bourg de Séniergues. Ce lieu est aussi lié à une puissante famille qui posséda une vaste propriété féodale très morcelée. Le blason des Rassiels était d'or à trois bandes de gueules.

#### Arrivée de la famille de Rassiels
Un acte des consuls de Cahors, daté d'octobre 1254, fait savoir que Guillaume de Cardaillac a vendu à un citoyen de Cahors nommé Guillaume du Lard la moitié de la villa de Senhergas pour 27000 sols cahorsins. En 1255, ce dernier échangea son bien avec la famille Rassiels originaire de l'actuel village de Trespoux-Rassiels. Ils donnèrent leur nom un peu déformé à leur nouveau fief : Rassiols.
En 1258, le premier seigneur de Rassiols, Galhard, résista au seigneur de Cardaillac qui était aussi le seigneur de Séniergues. En 1293, il se plaint du comportement des officiers et habitants de Montfaucon au roi d'Angleterre. En 1266, Bernard de Rassiols donne des terres aux religieuses d'Obazine. Son fils Raymond confirme et leur donne un droit de passage.

#### Ascension de la famille
Dès 1300, ils possèdent des terres à Vaillac et s'allie à d'autres familles nobles. En 1321, Raymond et en 1321 Bernard étaient chevaliers. En 1370, Galhard II, qui s'était allié au roi d'Angleterre, est déclaré rebelle par le roi de France. ses biens sont confisqués et donnés à Bertrand de Cardaillac.
Après la guerre de Cent Ans, la famille de Rassiols est de nouveau prospère. Bernard de Rassiols (né en 1380) par son mariage avec une de Vassal devint seigneur de Vaillac. Sa fille Jeanne (vers 1415 - 26 octobre 1490) s'allie le 29 juin 1445, en secondes noces, à Jean Ricard (vers 1420 - après 1484), co-seigneur de Gourdon, seigneur de Genouillac et frère aîné de Galiot de Genouillac. Elle possédait de nombreux fiefs à Sénierges et Montfaucon.
En 1546, Le château de Rassiols appartint à noble Pierre Jaubert, sieur de Rassiols. Vers 1760, Antoine de Jaubert possède une propriété totalisant 420 hectares.

#### Extinction et destruction du château
Le dernier descendant s'éteignit sous la Restauration. En 1907, le château de Rassiols brûla, les pierres furent vendues à un dénommé Wapler. il ne subsiste plus qu'une cave sous les ronces.

### Séparation de Montfaucon
Après la Révolution, Séniergues devint une section cadastrale de Montfaucon.
La séparation de Séniergues et Montfaucon fut difficile. De 1848 à 1936, les habitants ne cessèrent de demander que leur hameau fut érigé en commune indépendante. Le 6 mars 1932, leur vœu fut exaucé et le 5 mai 1935 Noël Poujade fut élu premier maire de la nouvelle commune.

### Seconde guerre mondiale
Noël Poujade organisa la résistance dans le secteur de Gourdon. Il fut fusillé en 1944 par les Allemands au pont de Nuzéjouls à Boissières,.

## Politique et administration
| Période                                  | Période | Identité           | Étiquette | Qualité   |
| ---------------------------------------- | ------- | ------------------ | --------- | --------- |
| 2001                                     | 2014    | Huguette Monestier | SE        | Retraitée |
| 2014                                     |         | Michel Thébaud     | SE        | Retraité  |
| Les données manquantes sont à compléter. |         |                    |           |           |

## Démographie
L'évolution du nombre d'habitants est connue à travers les recensements de la population effectués dans la commune depuis 1936. Pour les communes de moins de 10 000 habitants, une enquête de recensement portant sur toute la population est réalisée tous les cinq ans, les populations de référence des années intermédiaires étant quant à elles estimées par interpolation ou extrapolation. Pour la commune, le premier recensement exhaustif entrant dans le cadre du nouveau dispositif a été réalisé en 2007.

En 2022, la commune comptait 144 habitants, en évolution de +11,63 % par rapport à 2016 (Lot : +1,31 %, France hors Mayotte : +2,11 %).
| 1936 | 1946 | 1954 | 1962 | 1968 | 1975 | 1982 | 1990 | 1999 |
| ---- | ---- | ---- | ---- | ---- | ---- | ---- | ---- | ---- |
| 207  | 189  | 149  | 145  | 108  | 118  | 130  | 128  | 113  |

| 2006 | 2007 | 2012 | 2017 | 2022 | - | - | - | - |
| ---- | ---- | ---- | ---- | ---- | - | - | - | - |
| 132  | 135  | 126  | 131  | 144  | - | - | - | - |

## Économie

### Emploi
|                | 2008  | 2013   | 2018  |
| -------------- | ----- | ------ | ----- |
| Commune        | 8,5 % | 16,9 % | 2,6 % |
| Département    | 7,3 % | 8,9 %  | 9,6 % |
| France entière | 8,3 % | 10 %   | 10 %  |

En 2018, la population âgée de 15 à 64 ans s'élève à 79 personnes, parmi lesquelles on compte 76,6 % d'actifs (74 % ayant un emploi et 2,6 % de chômeurs) et 23,4 % d'inactifs,. En  2018, le taux de chômage communal (au sens du recensement) des 15-64 ans est inférieur à celui de la France et du département, alors qu'en 2008 la situation était inverse.
La commune est hors attraction des villes,. Elle compte 16 emplois en 2018, contre 15 en 2013 et 24 en 2008. Le nombre d'actifs ayant un emploi résidant dans la commune est de 60, soit un indicateur de concentration d'emploi de 27,5 % et un taux d'activité parmi les 15 ans ou plus de 54,5 %.
Sur ces 60 actifs de 15 ans ou plus ayant un emploi, 15 travaillent dans la commune, soit 26 % des habitants. Pour se rendre au travail, 86,2 % des habitants utilisent un véhicule personnel ou de fonction à quatre roues, 6,9 % s'y rendent en deux-roues, à vélo ou à pied et 6,9 % n'ont pas besoin de transport (travail au domicile).

### Activités hors agriculture
10 établissements sont implantés  à Séniergues au 31 décembre 2019.
Le secteur de l'industrie manufacturière, des industries extractives et autres est prépondérant sur la commune puisqu'il représente 40 % du nombre total d'établissements de la commune (4 sur les 10 entreprises implantées  à Séniergues), contre 14 % au niveau départemental.

### Agriculture
|               | 1988 | 2000 | 2010 | 2020 |
| ------------- | ---- | ---- | ---- | ---- |
| Exploitations | 16   | 18   | 15   | 6    |
| SAU (ha)      | 891  | 916  | 993  | 723  |

La commune est dans les Causses », une petite région agricole occupant une grande partie centrale du département du Lot. En 2020, l'orientation technico-économique de l'agriculture  sur la commune est l'élevage d'ovins ou de caprins. Six exploitations agricoles ayant leur siège dans la commune sont dénombrées lors du recensement agricole de 2020 (16 en 1988). La superficie agricole utilisée est de 723 ha,,.

## Culture locale et patrimoine

### Lieux et monuments
- Église Saint-Martin des XIIe siècle et XIVe siècle classée monument historique en 1974[46],[47],[48]. Plusieurs objets sont référencés dans la base Palissy[48].

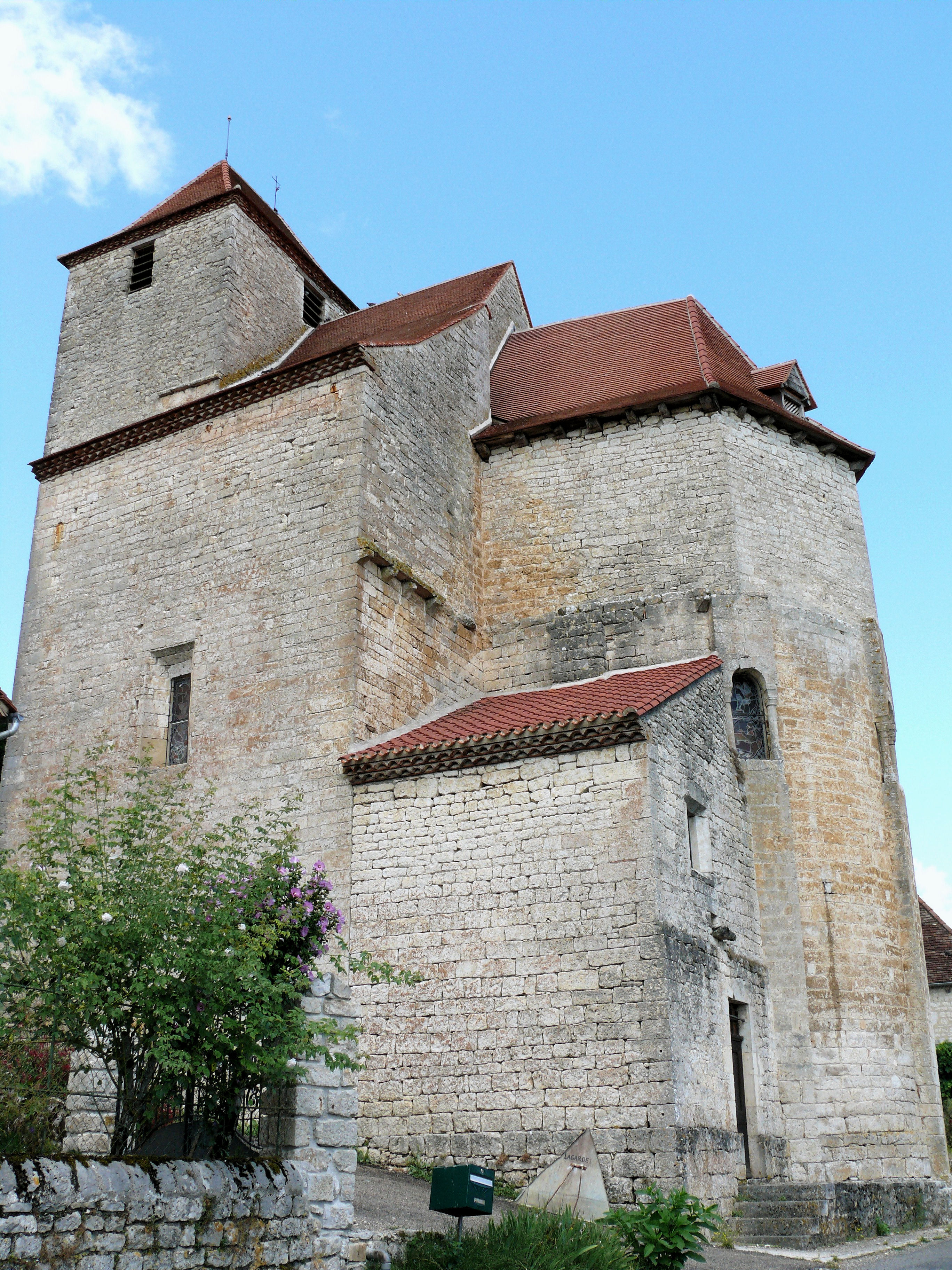
Église Saint-Martin.
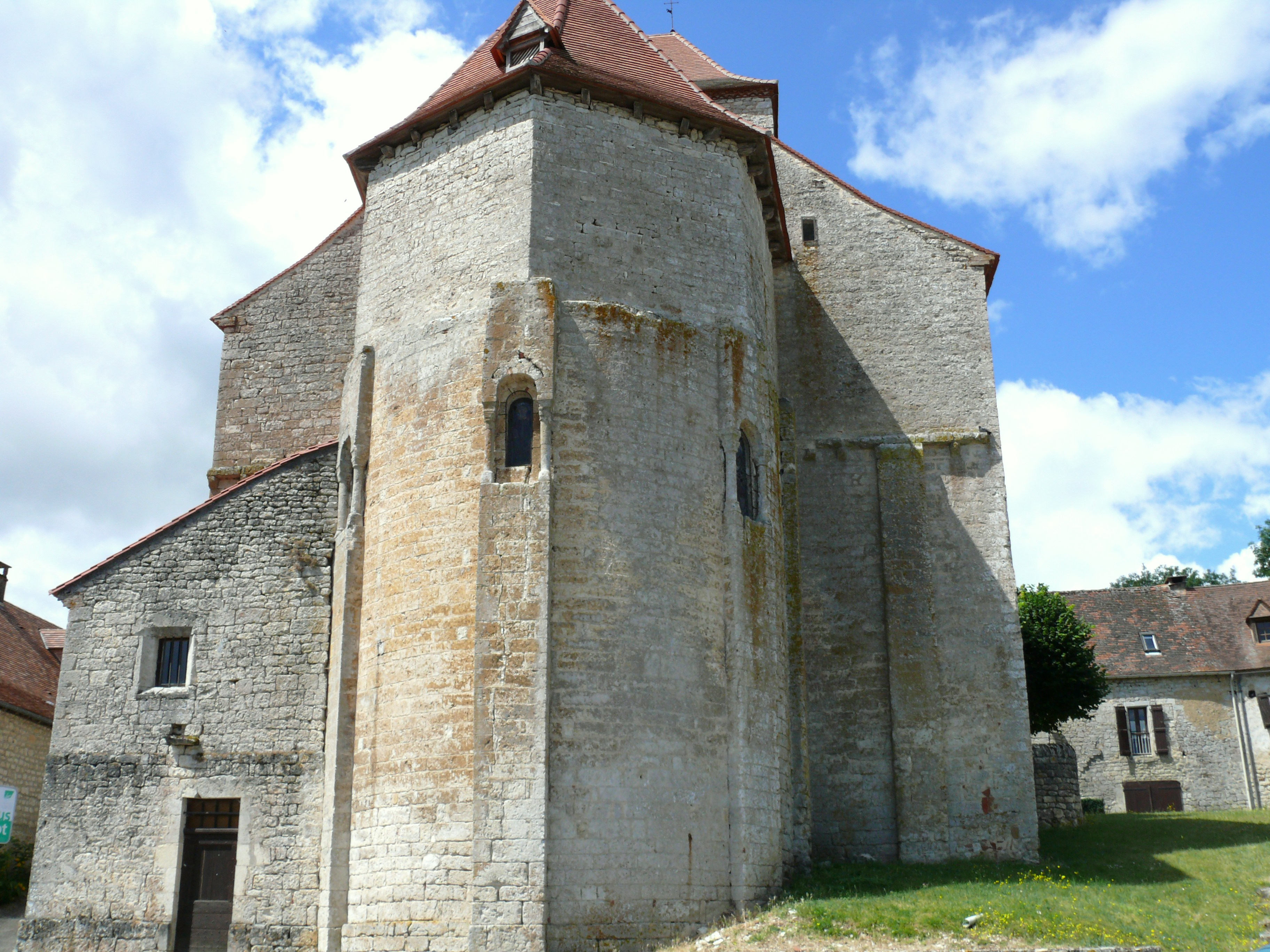
Église Saint-Martin - Chevet.
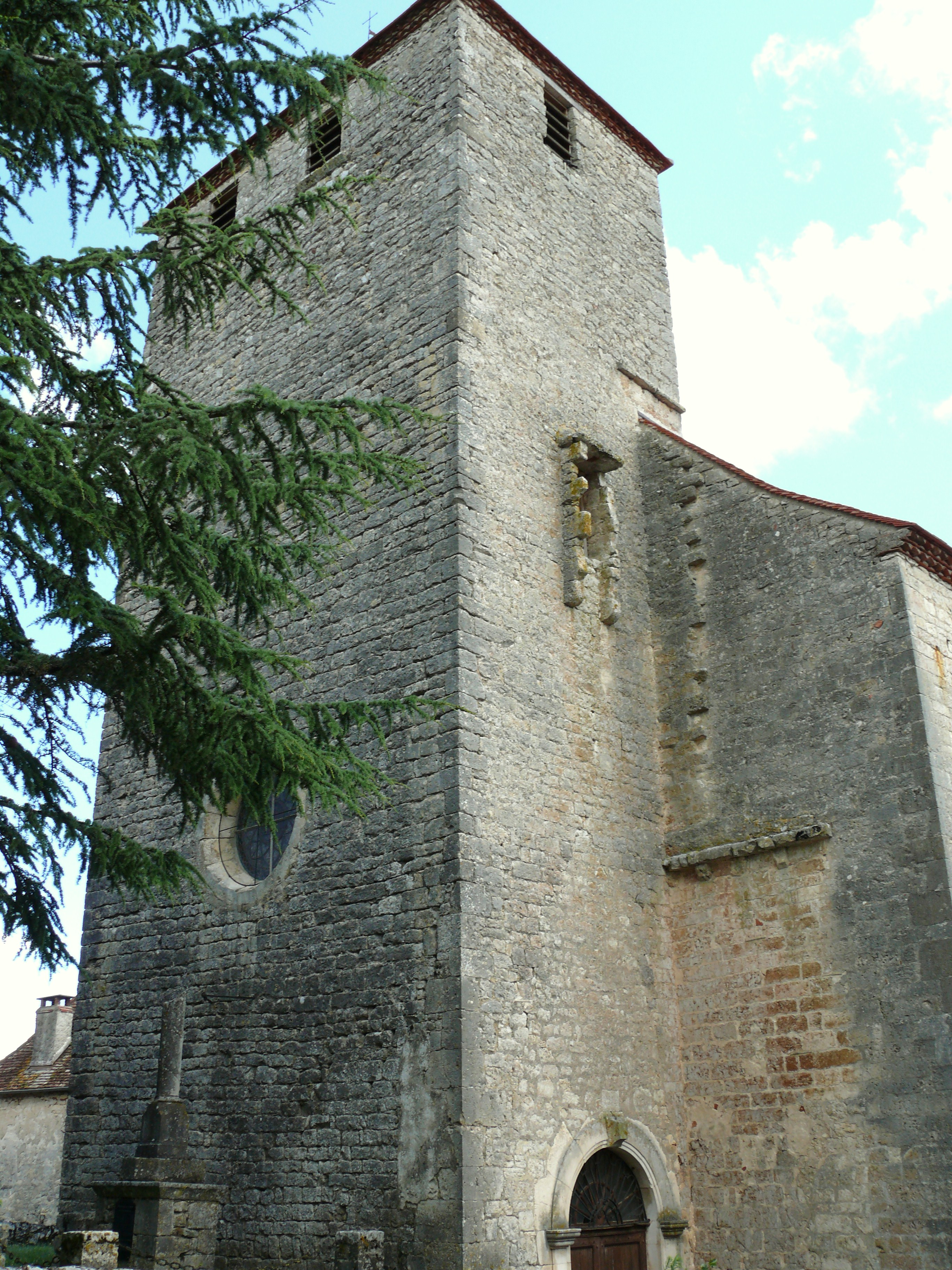
Église Saint-Martin - Tour-clocher.

### Personnalités liées à la commune
- Noël Poujade (25 décembre 1899 - 30 juin 1944) : premier maire de Séniergues, organisateur de la résistance dans la région de Gourdon, fusillé par les Allemands à Boissières[37],[38].

## Héraldique
| Blason | Blasonnement : Écartelé: au premier de gueules à la croix alésée d'or, au deuxième d'azur à la fleur de lis d'or, au troisième d'azur aux trois étoiles d'or rangées en pal, au quatrième de gueules aux trois palmes d'or posées en fasce et rangées en pal, celles du chef et de la pointe contournées. |